# Tesorero real (Reino de Hungría)
El tesorero real, tesorero o monedero real (en húngaro: kincstartó, en latín: thesaurarius) era un funcionario de la corte real del reino de Hungría, que estuvo vigente entre la década de 1320 y el siglo XVI. El cargo evolucionó desde el de Tesorero (en húngaro: tárnokmester, en latín: magister tavarnicorum regalium), el cual gradualmente fue adoptando más funciones judiciales a lo largo de los siglos. De ese modo se creó un cargo para recaudar y administrar los ingresos reales.

## Historia

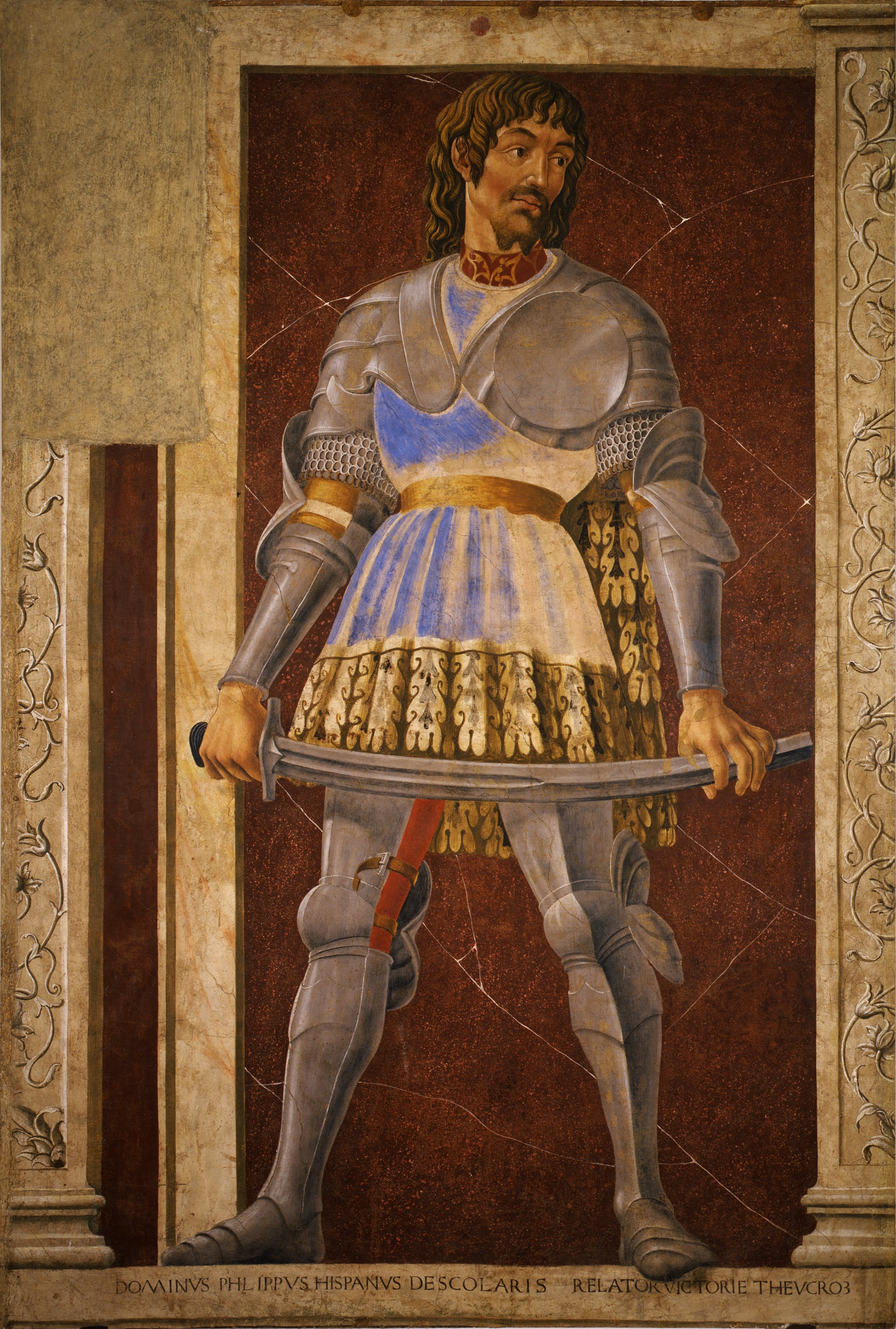
Pipo de Ozora, tesorero real del rey Segismundo.

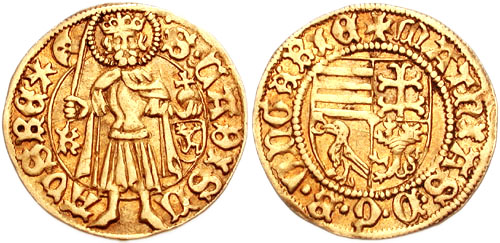
Florín de Matías Corvino, que muestra al rey san Ladislao y el escudo de Matías.

### Orígenes
El tesorero (traducido en inglés Lord High Treasurer, ya que su función era similar a su equivalente en Inglaterra) fue inicialmente responsable de recaudar y administrar los ingresos y prerrogativas reales (regalia), especialmente al reducirse las propiedades reales considerablemente bajo Andrés II de Hungría (r. 1205-1235). Durante las próximas décadas, la esfera de autoridad del tesorero se amplió significativamente al adoptar importantes funciones judiciales sobre asuntos financieros y se convirtió en el más alto juez del reino tras el Palatino y el Juez Real. Según el historiador Győző Ember, las tareas eran tan variadas que el titular del cargo ya no podía realizarlas solo. Por ello, se estableció una posición separada durante el reinado del rey Carlos I (r. 1308-1342), cuya dignidad más tarde se convertiría en una posición permanente con poderes legales circunscritos.
La historiografía relevante generalmente considera que el primer titular de la tesorería real fue Pablo Magyar, a quien el rey Carlos I llamó su tesorero real (en latín: thesaurarius noster) por primera vez en 1340. Magyar actuó inicialmente como diputado de Tomás Szécsényi, el entonces voivoda de Transilvania, quien también asumió las tareas financieras del tesorero como procurator (funcionario interino) tras la muerte del influyente e innovador Demetrio Nekcsei (fallecido en 1338). Según esta teoría ampliamente aceptada, Szécsényi no pudo realizar las dos funciones al mismo tiempo debido a las distancias dentro del reino, por lo que se nombró a un delegado local (Magyar) para que lo ayudara. Por el contrario, el historiador Pál Engel consideraba a un tal Demetrio, hijo de Pedro, como el primer tesorero real, que ocupó la dignidad desde 1359 hasta 1370, durante el reinado del rey Luis I (r. 1342-1382). Sería obispo de Transilvania después de 1368 y más tarde arzobispo de Esztrigonia (1376–1387). Según Engel, el cargo de tesorero real adquirió un estatus permanente en 1377, posiblemente por iniciativa del propio Demetrio.
Sin embargo, el medievalista Boglárka Weisz argumenta que las referencias a la dignidad ya habían aparecido en las cartas reales de la década de 1320. Un cierto noble, Miguel, fue mencionado como "tesorero de la corte real" (en latín: aule regie tesaurario) en 1323. Carlos I ya se refería a Paul Magyar como thesaurarius noster en 1325 (el año anterior era todavía sólo castellano de Gímes). Dos años más tarde Juan, canónigo de Fehérvár (entre 1313 y 1345) fue mencionado como tezaurarius regalis et custos ecclesie Albensis por una cédula real. Paul Magyar ya se desempeñó como "superior de los tárnoks" (maior tavarnicorum) de 1323 a 1326, lo que conllevaba la supervisión de los tárnoks (funcionarios financieros).

### Funciones y reformas

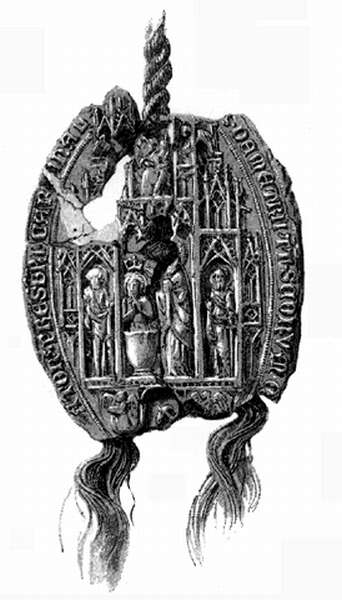
Sello del arzobispo Demetrio.

El tesoro real residía en la domus tavernicalis de Buda. El tesorero se hacía responsable de recaudar impuestos de las ciudades reales y también recibía los informes de la contabilidad de la cámara real. Inicialmente, sin embargo, el tesorero preservó varias funciones financieras importantes: acuñación de moneda, recaudar de los beneficios de la cámara (lucrum camerae) y las rentas mineras. Ya Demetrio supervisaba los bienes y regalos del tesoro (munera), y también archivaba y administraba las cartas reales sobre donaciones de bienes. Según Weisz, los archivos reales se establecieron en el castillo de Visegrád.
El primer funcionario que parece haber sido valorado por su experiencia financiera fue Nicolás Zámbó, designado para el cargo en 1377. Como fiel partidario de la reina viuda Isabel de Bosnia, administró los ingresos reales con el título de architesorero y más tarde ascendido a tesorero en 1382. Durante la Paz de Turín de 1381, Zámbó recibió personalmente el tributo anual de 7.000 ducados que la República de Venecia debía pagar a la corona de Hungría. A finales del siglo XIV, el cargo de tesorero real se independizó casi por completo del tesorero, cuando la dirección y el control de las finanzas pasaron a manos del tesorero real, separándose de la administración de justicia realizada por el anterior. Las dos funciones fueron oficialmente separadas y sancionadas por las leyes de 1405. Así, el tesorero perdió todo su papel económico bajo los reyes angevinos. La supervisión de los tárnoks y las haciendas reales se transfirieron al llamado "superior de los tárnoks", mientras que la parte administrativa del gobierno de las haciendas reales fue asumida por el tesorero real.
A mediados del siglo XV, el tesorero real se convirtió en el miembro más influyente del consejo real. Se encargaba de manejar parte de las concesiones de tierras, administraba las rentas interiores y aduaneras, así como las regalías mineras, remitía los gastos del erario, pero también informaba sobre asuntos militares y ejecutivos de los castillos y villas reales. Los ingresos privados como terrateniente, sin embargo, pertenecían a la competencia del castellano de Buda. Como la dirección de las políticas económicas no entraba en las competencias del tesorero real, el cargo nunca se había convertido en una de las grandes dignidades señoriales del reino. Por lo tanto, el tesorero real fue omitido en consecuencia de las listas de oficiales baroniales en las cartas reales.
El cargo de tesorero real era principalmente un puesto de confianza, lo que brindaba la oportunidad de desarrollar una influencia informal. Uno de los tesoreros reales más notables, Juan Ernuszt, inspiró la reforma de los ingresos reales de Matías Corvino, especialmente la centralización de su administración y la abolición de exenciones fiscales anteriores. En la práctica, el tesorero real establecía la dirección de la política económica nacional. En torno al tesorero real se formó un cuerpo de expertos en el siglo XV: a finales del siglo ya existía un vicetesorero, secretario y notario. Con frecuencia, el propio tesorero real emitía estatutos elaborados por miembros de su personal, y solo en algunos asuntos importantes de interés nacional la cancillería real emitía el documento.
Sin embargo, en ocasiones esta influencia informal resultó ser un inconveniente para los tesoreros reales, que solían ser víctimas de las luchas de poder entre los barones. Por ejemplo, los Estamentos aprobaron decretos sobre la recaudación y administración de los ingresos reales en ausencia de Matías en 1474. Los barones, que no apoyaron la guerra del rey por la Corona de Bohemia, obligaron a que los impuestos se gastaran en la defensa contra el Imperio Otomano. A petición de la Dieta, Juan Ernuszt prometió que ejecutaría las nuevas leyes. Tras su regreso a Hungría, el rey convirtió a Ernuszt en chivo expiatorio de las decisiones adoptadas por la Dieta, pero no lo destituyó. Su hijo, Segismundo Ernuszt, también se desempeñó como tesorero real desde 1494. En la Dieta de 1496, Segismundo fue acusado de haber malversado los ingresos fiscales reales. El rey Vladislao II (r. 1490-1516) ordenó arrestarlo y solo fue liberado después del pago de un gran rescate y habiéndose probado su inocencia con un informe a gran escala. En 1509, Benedicto Batthyány también fue arrestado como resultado de las exitosas intrigas de sus oponentes. El notable comerciante Alejo Thurzó también fue encarcelado tras la muerte de su mentor, el arzobispo Jorge Szatmári, e incluso las propiedades de los Fugger-Thurzó fue confiscada por un breve período en 1525.

### Fin del cargo
Durante la era Jagellón, la nobleza menor ganó protagonismo a través de la Dieta a expensas de los barones y el consejo real. Esto también afectó al cargo de tesorero real. En 1507, la Dieta determinó por ley que no se podía ocupar ninguna dignidad sin el consentimiento del consejo real (que se llenó con nobles menores después de 1498). En 1511, la recaudación y supervisión del impuesto extraordinario se le quitó al tesorero real y se le confió a un barón (Esteban Telegdi) y un noble menor (Ladislao Szentpéteri) como funcionarios electos de los estados (en húngaro: rendi kincstartó). Este método se volvió a aplicar en 1518 y tras la caída de Belgrado en 1521.
Después de la desastrosa batalla de Mohács el 29 de agosto de 1526, el reino de Hungría se dividió en dos partes, mientras que la autoridad central colapsó. Juan Zápolya y Fernando de Habsburgo fueron elegidos reyes de Hungría el 10 de noviembre y el 17 de diciembre, respectivamente. Fernando I reorganizó la estructura administrativa estatal mediante la introducción de la práctica austriaca; estableció la Cámara húngara en 1528, una junta que funcionaba de forma permanente. Aunque su primer presidente, Nicolás Gerendi, todavía ostentaba la dignidad de thesaurius, sus sucesores finalmente abandonaron el título. Juan I, cuyo reino significó la supervivencia de la tradición administrativa húngara, mantuvo el cargo. El último funcionario, Jorge Martinuzzi, se autodenominó "tesorero real" hasta su asesinato en 1551, pero la dignidad efectivamente dejó de existir con la muerte de Juan Zápolya en 1540.

### 

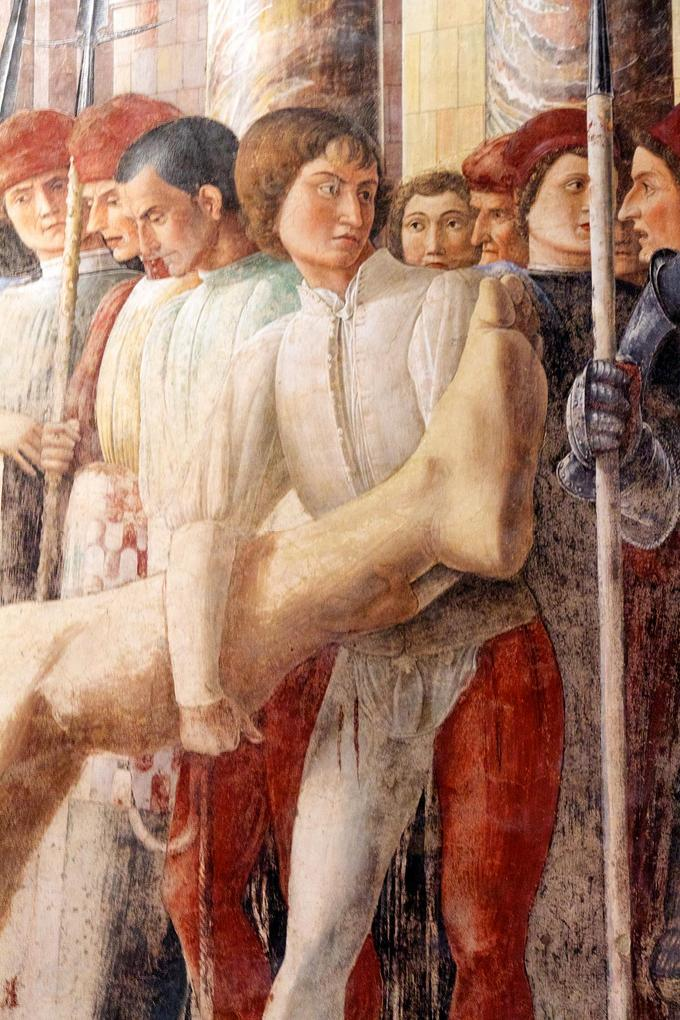
Janus Pannonius

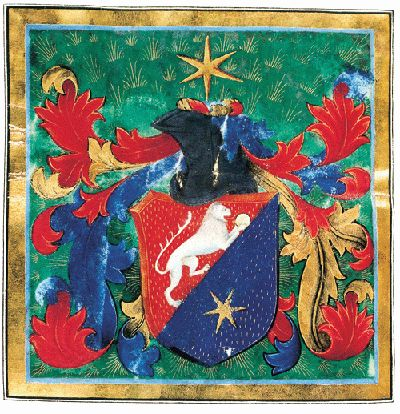
Escudo de armas de Urbano Nagylucsei

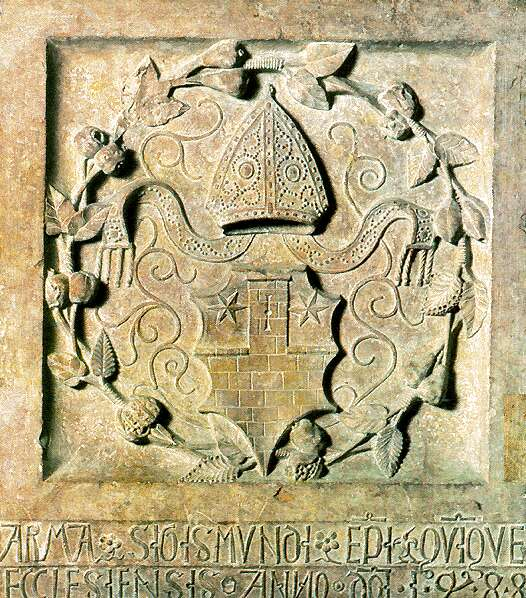
Escudo de armas de Segismundo Ernuszt.

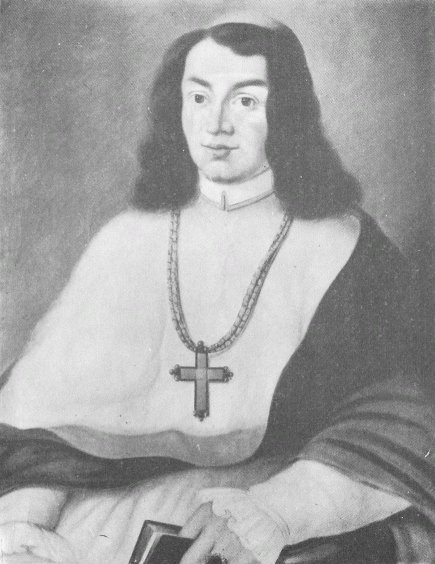
Paul Várdai

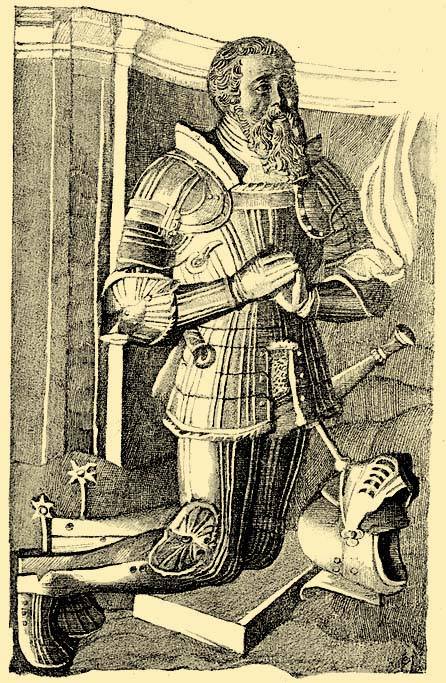
Alejo Thurzó

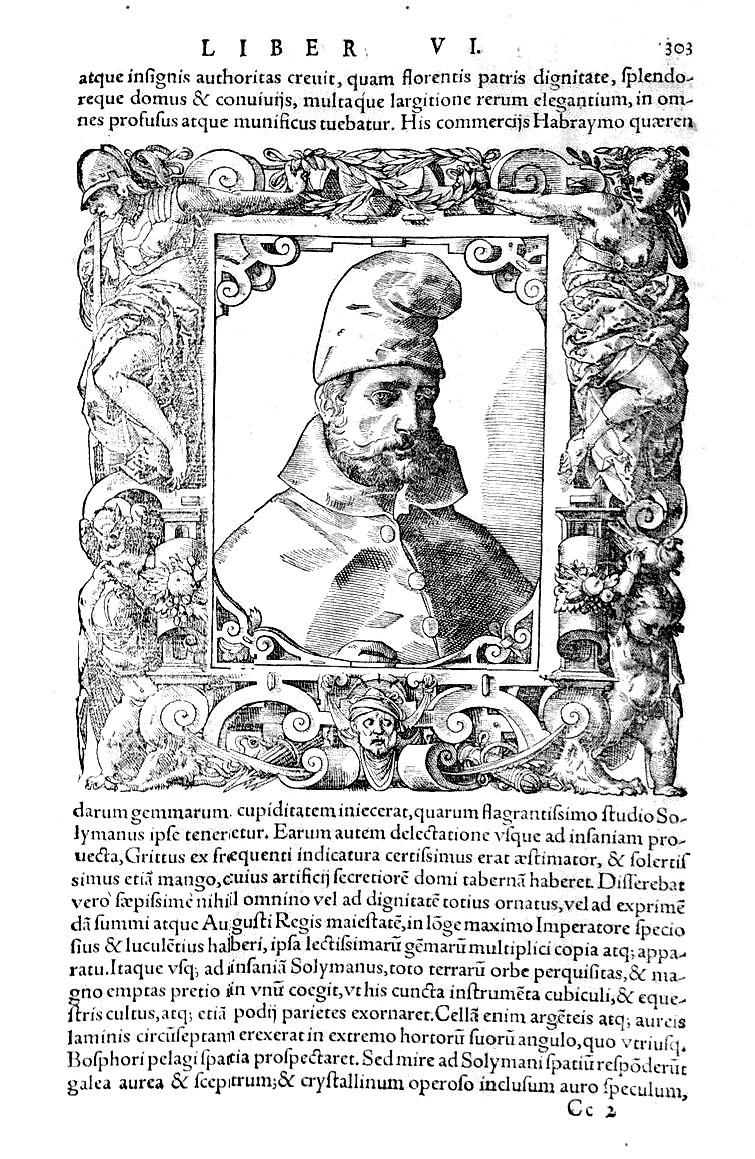
Alvise Gritti.

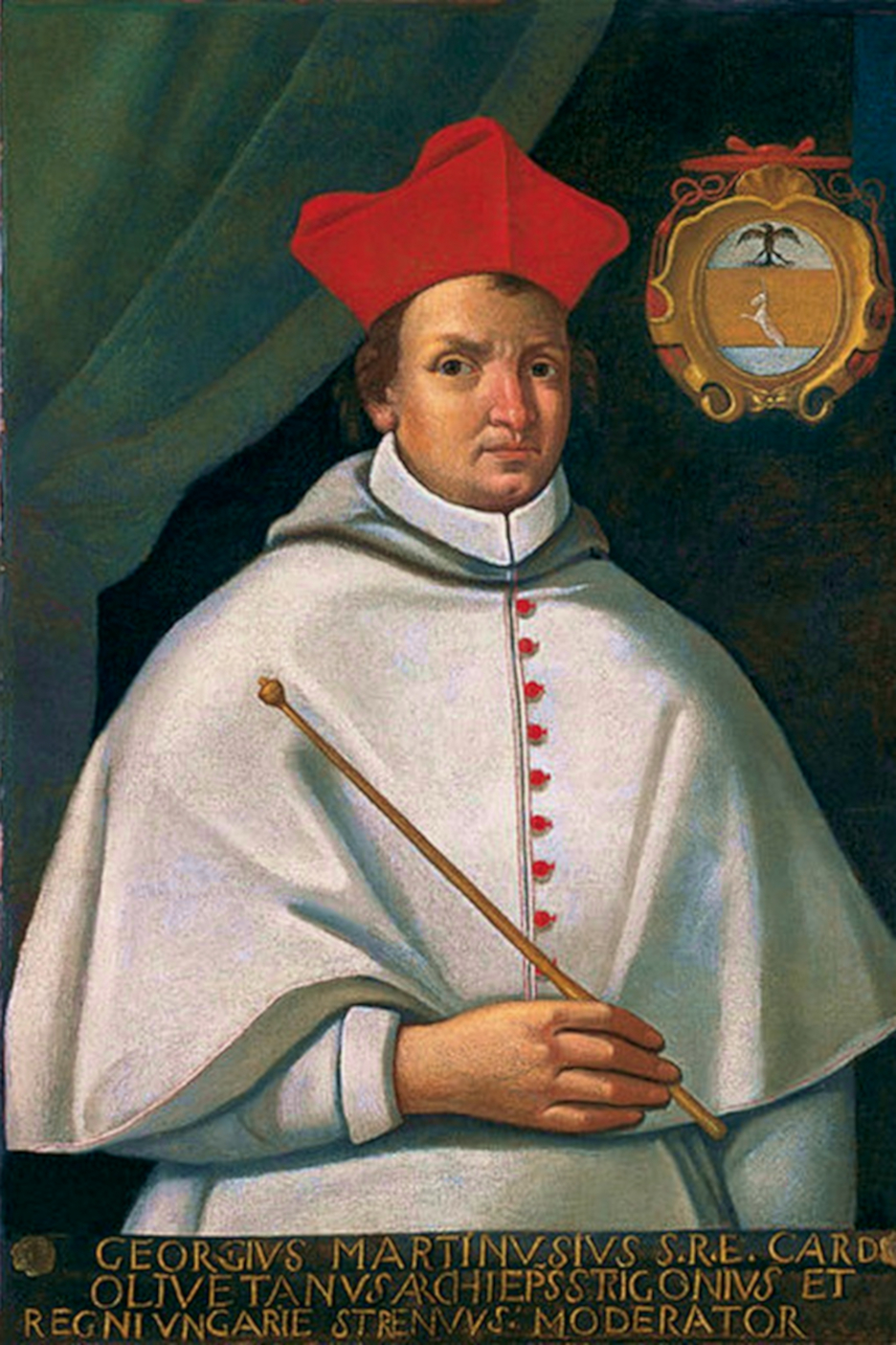
Jorge Martinuzzi.

## Lista

### sigloXIV
| Periodo           | Nombre                  | Monarca            | Notas | Fuente                  |
| ----------------- | ----------------------- | ------------------ | --- | ----------------------- |
| c. 1323           | Miguel                  | Carlos I           | aule regie tesaurario | [ 2 ]                   |
| c. 1325           | Pablo Magyar            | Carlos I           | primer periodo; thesaurarius noster; también castellano de Gímes (1322–1345) y maior tavarnicorum (1323–1326)                                | [ 2 ] [ 5 ]             |
| c. 1327           | Juan                    | Carlos I           | "tezaurarius regalis et custos ecclesie Albensis"; también Canónigo de Fehérvár (1313–1345)                                                  | [ 2 ]                   |
| c. 1340           | Pablo Magyar            | Carlos I           | segundo periódico; thesaurarius noster; también castellano de Gímes (1322–1345)                                                              | [ 2 ] [ 5 ] [ 3 ] [ 4 ] |
| c. 1351 (?)       | Demetrio Marjádi        | Luis I             | custos thesauri regis Ungarie; también Canónigo de Várad (c. 1350); es posible que fuera solo tesorero de la reina (custos thesauri regine)  | [ 2 ] [ 5 ] [ 3 ]       |
| 1359–1370         | Demetrio, hijo de Pedro | Luis I             | también obispo de Sirmio (1364–1368), entonces obispo de Transilvania (1368–1376)                                                            | [ 2 ] [ 5 ] [ 3 ] [ 4 ] |
| 1373–1375         | Juan de Surdis          | Luis I             | también obispo de Vác (1363–1375) | [ 2 ] [ 5 ] [ 3 ] [ 4 ] |
| 1377–1382         | Nicolás Zámbó           | Luis I             | también ispán del condado de Trencsén y castellano del castillo de Trenčín (1377–1380), y juez de los judíos (1381–1383)                     | [ 2 ] [ 5 ] [ 3 ] [ 4 ] |
| 1382–1389 or 1390 | Andrés Jakcs            | María y Segismundo | junto con sus hermanos Jorge (1383–1391) y Esteban Jakcs (1387–1389); también ispán de los condados de Bereg (1382–1388) y Virovitica (1388) | [ 2 ] [ 5 ] [ 3 ] [ 4 ] |
| 1383–1391         | Jorge Jakcs             | María y Segismundo | junto con sus hermanos Andrés (1383–1391) y Esteban Jakcs (1387–1389); también ispán del condado de Bereg (1382–1388)                        | [ 2 ] [ 5 ] [ 3 ] [ 4 ] |
| 1387–1389         | Esteban Jakcs           | María y Segismundo | junto con sus hermanos Andrés (1383–1391) y Jorge Jakcs (1387–1389)                                                                          | [ 2 ] [ 5 ] [ 3 ]       |
| 1392–1393         | Francisco Szécsényi     | María y Segismundo | también juez de los yásicos (1393) | [ 5 ] [ 3 ] [ 4 ]       |
| 1394–1396         | Francisco Szécsi        | María y Segismundo | también ispán de la hacienda de la reina en Csepel(1396)                                                                                     | [ 5 ] [ 3 ] [ 4 ]       |
| 1397              | Nicolás Szécsi          | Segismundo         | hermano de Francisco Szécsi (1394–1396) | [ 5 ] [ 3 ] [ 4 ]       |
| 1398–1402         | Miguel Kápolnai         | Segismundo         | también obispo de Nyitra (1393–1399) y de Veszprém (1399–1402)                                                                               | [ 5 ] [ 3 ] [ 4 ]       |
| 1398–1402         | Esteban Debrői          | Segismundo         | participó en la rebelión contra el rey | [ 5 ] [ 3 ] [ 4 ]       |

### sigloXV
| Periodo   | Nombre                                                                | Monarca                                                               | Notas | Fuente                  |
| --------- | --------------------------------------------------------------------- | --------------------------------------------------------------------- | --- | ----------------------- |
| 1402–1407 | Vacante, tareas divididas entre Nicolás Treutel y Marcos de Nuremberg | Vacante, tareas divididas entre Nicolás Treutel y Marcos de Nuremberg | Vacante, tareas divididas entre Nicolás Treutel y Marcos de Nuremberg | [ 3 ] [ 4 ]             |
| 1407–1408 | Pipo de Ozora                                                         | Sigismund                                                             | también ispán de los condados de Temes, Csanád, Arad, Krassó, Keve (1404–1426), Csongrád y Féjer (1407–1426); también ispán de la cámara de la sal (1400–1426) | [ 5 ] [ 3 ] [ 4 ]       |
| 1408–1409 | Carlos, conde de Krbava                                               | Segismundo                                                            | también castellano de Visegrád (1403–1409); miembro fundador de la Orden del Dragoón (1408) | [ 5 ] [ 3 ] [ 4 ]       |
| 1410–1412 | Zoelo de Nasis                                                        | Segismundo                                                            | también castellano de Buda (1402–1412) e ispán de la hacienda de la reina de Csepel (1404–1411) | [ 5 ] [ 3 ] [ 4 ]       |
| 1412–1436 | Juan Rozgonyi                                                         | Segismundo                                                            | también ispán de los condados de Sáros (1409–1435), Zemplén (1428–1435) y Szepes (1435–1437); también tesorero (1433–1438) | [ 5 ] [ 3 ] [ 4 ]       |
| 1436–1438 | Miguel Ország                                                         | Segismundo Alberto                                                    | primer periodo | [ 5 ] [ 3 ] [ 4 ]       |
| 1438      | Ladislaus Szentgyörgyi                                                | Alberto                                                               | | [ 5 ] [ 3 ] [ 4 ]       |
| 1439      | Leonardo Noffri                                                       | Alberto                                                               | de acuerdo a un conceptus no datado. | [ 5 ] [ 3 ] [ 4 ]       |
| 1439–1440 | Ladislao Töttös                                                       | Alberto                                                               | primer período | [ 5 ] [ 3 ] [ 4 ]       |
| 1440–1453 | Miguel Ország                                                         |                                                                       | segundo periodo; apoyó a Ladislao I en la guerra civil; también ispán de los condados de Sopron (1441–1445) y Nyitra (1448–1458); uno de los siete capitanes del reino (1445–1446)                                                                                             | [ 5 ] [ 3 ] [ 4 ]       |
| 1453–1456 | Nicolás Várdai                                                        | Ladislao V                                                            | también ispán del condado de Szabolcs (1453–1456) | [ 5 ] [ 3 ] [ 4 ]       |
| 1456      | Ladislao Töttös                                                       | Ladislaus V                                                           | segundo período | [ 5 ] [ 3 ] [ 4 ]       |
| 1457      | Benedicto Turóci                                                      | Ladislaus V                                                           | también ispán del condado de Varaždin (1452–1458) | [ 5 ] [ 3 ] [ 4 ]       |
| 1458      | Juan Túz                                                              | Matías I                                                              | | [ 5 ] [ 3 ] [ 6 ] [ 8 ] |
| 1459–1464 | Emérico Zápolya                                                       | Matías I                                                              | también ispán de la cámara de sal (1459) y capitán de la Alta Hungría (1460–1463) | [ 5 ] [ 3 ] [ 6 ] [ 8 ] |
| 1464–1467 | Bartolomé Besenyői                                                    | Matías I                                                              | las reformas de impuestos y centralización económica empezó en este periodo, el primer tesorero real que no recibe el apelativo de baronus | [ 5 ] [ 3 ] [ 6 ] [ 8 ] |
| 1467–1469 | Juan Csezmicei                                                        | Matías I                                                              | junto con Juan Ernuszt (1467–1476); ostentó el título de architesorero; también obispo de Pécs (1459–1472) | [ 5 ] [ 3 ] [ 6 ] [ 8 ] |
| 1467–1476 | Juan Ernuszt                                                          | Matías I                                                              | junto con Juan Csezmicei (1467–1469); también ispán de los condados de Kőrös, Zólyom y Turóc (1469–1476); también ban de Eslavonia (1473–1476); inspiró las reformas de Matías de las rentas reales y la abolición de las anteriores exenciones fiscales                       | [ 5 ] [ 3 ] [ 6 ] [ 8 ] |
| 1476–1478 | Jorge Handó                                                           | Matías I                                                              | también Preboste de Pécs (1465–1478) | [ 5 ] [ 3 ] [ 6 ] [ 8 ] |
| 1478–1490 | Urbano Nagylucsei                                                     | Matías I                                                              | también Preboste de Fehérvár (1474–1481), obispo de Győr (1481–1486) y obispo de Eger (1486–1491); también administró el Obispado de Viena (1485–1490) y fue jefe de la corte del Palatino de Hungría (1487–1491); dimitió como tesorero real con la coronación de Ladislao II | [ 5 ] [ 3 ] [ 6 ] [ 8 ] |
| 1490–1492 | Osvaldo Túz                                                           | Ladislao II                                                           | hermano de Juan Túz (1458); también obispo de Zagreb (1466–1499) | [ 5 ] [ 3 ] [ 6 ] [ 8 ] |
| 1492      | Guillermo Baumkircher                                                 | Ladislao II                                                           | | [ 5 ] [ 3 ] [ 6 ] [ 8 ] |
| 1492–1494 | Lucas Szegedi                                                         | Ladislao II                                                           | también obispo de Bosnia (1491–1493), obispo de Csanád (1493–1500) | [ 5 ] [ 3 ] [ 6 ] [ 8 ] |
| 1494–1496 | Segismundo Ernuszt                                                    | Ladislao II                                                           | hijo de Juan Ernuszt (1467–1476); también obispo de Pécs (1473–1505) y ban de Croacia, Dalmacia y Eslavonia (1494–1498); en la Dieta de 1496 fue acusado de haber malversado las rentas reales, y como resultado, despedido y encarcelado                                      | [ 5 ] [ 3 ] [ 6 ] [ 8 ] |
| 1496–1500 | Segismundo Vémeri                                                     | Ladislao II                                                           | tesorero en funciones (administrator regius) hasta 1498; también commendator de la Prebostería de Lelesz y Canóningo de Eger (1494–1498) | [ 5 ] [ 3 ] [ 6 ] [ 8 ] |

### sigloXVI
| Periodo           | Nombre              | Monarca          | Notas | Fuentes                 |
| ----------------- | ------------------- | ---------------- | --- | ----------------------- |
| 1500–1504         | Juan Bornemisza     | Ladislao II      | | [ 5 ] [ 3 ] [ 6 ] [ 8 ] |
| 1504–1506         | Esteban Telegdi     | Ladislao II      | | [ 5 ] [ 3 ] [ 8 ]       |
| 1506–1509         | Benedicto Batthyány | Ladislao II      | primer periodo; también castellano del Buda (1506–1514); acusado de fraude y malversación por sus oponentes, como resultado fue despedido y puesto bajo investigación                                              | [ 5 ] [ 3 ] [ 8 ]       |
| 1509–1510         | Francisco Várdai    | Ladislao II      | nieto de Nicolás Várdai (1453–1456); también obispo de Vác (1509–1514) | [ 5 ] [ 3 ] [ 8 ]       |
| 1510–1511         | Benedicto Batthyány | Ladislao II      | segundo periodo, restituido tras demostrar su inocencia, castellano de Buda (1506–1514) | [ 5 ] [ 3 ] [ 8 ]       |
| 1511–1513         | Nicolás Herendi     | Ladislao II      | tesorero en funciones ("administrator regius") hasta 1512 | [ 5 ] [ 3 ] [ 8 ]       |
| 1513–1516         | Peter Berislavić    | Ladislao II      | también obispo de Veszprém (1512–1520); también ban de Jajce (1513–1516), Ban de Croacia, Dalmacia y Eslavonia, Prior de Vrana y Capitán de Senj (1513–1520)                                                       | [ 5 ] [ 3 ] [ 8 ]       |
| 1516–1517         | Ladislao Szalkai    | Luis II          | también obispo de Vác (1513–1522) | [ 5 ] [ 3 ] [ 8 ]       |
| 1517–1519         | Pablo Várdai        | Luis II          | primer periodo | [ 5 ] [ 3 ] [ 8 ]       |
| 1519–1520         | Benedicto Batthyány | Luis II          | tercer periodo | [ 5 ] [ 3 ] [ 8 ]       |
| 1520–1521         | Paul Várdai         | Luis II          | segundo periodo; también obispo de Veszprém (1520–1524) | [ 5 ] [ 3 ] [ 8 ]       |
| 1521              | Andrés Báthory      | Luis II          | tambiénispán del condado de Szatmár (1506–1528); también comandante de la Fortaleza de Belgrade (1521) | [ 5 ] [ 3 ] [ 8 ]       |
| 1522–1523         | Alejo Thurzó        | Luis II          | primer periodo; también maestro de la cámara (1521–1526) | [ 5 ] [ 3 ] [ 8 ]       |
| 1523–1524         | Pablo Várdai        | Luis II          | tercer periodo; también obispo de Veszprém (1520–1524) y de Eger (1524–1526) | [ 5 ] [ 3 ] [ 8 ]       |
| 1524–1525         | Alejo Thurzó        | Luis II          | segundo periodo; también maestro de la Cámara (1521–1526) y tesorero (1523–1527); encarcelado y la propiedad Fugger–Thurzó confiscada por un corto periodo en 1525                                                 | [ 5 ] [ 3 ] [ 8 ]       |
| 1525–1526         | Juan Dóci           | Luis II          | primer periodo; también Chambelán real (1515–1526) | [ 5 ] [ 3 ] [ 8 ]       |
| 1526              | Alejo Thurzó        | Luis II          | tercer periodo; también maestra de la Cámara (1521–1526) y tesorero (1523–1527); último tesorero real del reino medieval                                                                                           | [ 5 ] [ 3 ] [ 8 ]       |
| 1526              | Juan Dóci           | Juan I           | segundo periodo; leal a Juan Zápolya | [ 5 ] [ 3 ]             |
| 1528–1531         | Nicolás Gerendi     | Fernando I       | leal a Fernando I; sirvió como primer presidente de la Cámara Húngara, pero todavía titulado como tesorero real, también obispo de Transilvania (1528–1540)                                                        | [ 5 ] [ 3 ] [ 7 ]       |
| 1526–1529         | Jaime Tornallyai    | Juan I           | pariente de Juan Zápolya | [ 3 ]                   |
| 1529–1534         | Alvise Gritti       | Juan I           | también virrey de Hungría, nombrado obispo de Eger e ispán del condado de Máramaros (1529–1534); también regente de Hungría (1530–1534), capitán de Hungría (1532–1534), ejecutado tras el sitio de Medgyes (1534) | [ 5 ] [ 3 ] [ 7 ]       |
| 1530–1531         | Tomás Nádasdy       | Juan I           | delegado de Alvise Gritti (1529–1534) | [ 5 ] [ 3 ] [ 7 ]       |
| 1532–1534         | Juan Dóci           | Juan I           | tercer periodo; delegado de Alvise Gritti (1529–1534); ejecutado tras el asedio de Medgyes (1534) | [ 5 ] [ 3 ] [ 7 ]       |
| 1534–1540 or 1551 | Jorge Martinuzzi    | Juan I (Juan II) | también obispo de Várad y conde perpetuo de Bihar (1534–1551); se autodenominaba tesorero real hasta su muerte (1551), pero el fin del cargo en la práctica acabó con la muerte de Juan Zápolya (1540)             | [ 5 ] [ 3 ] [ 7 ]       |

## Tesoreros electos

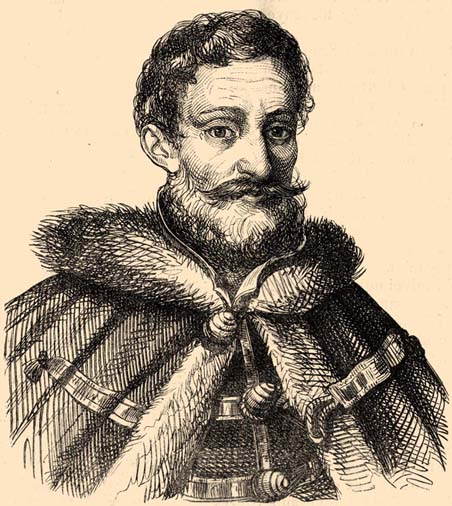
Esteban Werbőczy

| Periodo   | Nombre               | Dieta        | Notas | Fuente      |
| --------- | -------------------- | ------------ | --- | ----------- |
| 1511      | Esteban Telegdi      | 1511 (Rákos) | barón; previamente también tesorero real (1504–1506); elegido por la Dieta para recaudar impuestos extraordinarios.                     | [ 5 ] [ 3 ] |
| 1511      | Ladislao Szentpéteri | 1511 (Rákos) | noble menor; elegido por la Dieta para recaudar impuestos extraordinarios.                                                              | [ 5 ] [ 3 ] |
| 1518–1519 | Juan Paksi           | 1518 (Bács)  | barón; elegido por la Dieta para recaudar impuestos extraordinarios ytambién se convirtió en miembro del consejo real                   | [ 5 ] [ 3 ] |
| 1518–1519 | Miguel Szobi         | 1518 (Bács)  | noble menor elegido por la Dieta para recaudar impuestos extraordinarios.                                                               | [ 5 ] [ 3 ] |
| 1521–1522 | Gaspar Ráskai        | 1521 (Buda)  | barón; elegido por la Dieta para recaudar impuestos extraordinarios tras el sitio de Belgrado, ispán del condado de Nógrad (desde 1514) | [ 5 ] [ 3 ] |
| 1521–1522 | Esteban Werbőczy     | 1521 (Buda)  | barón; elegido por la Dieta para recaudar impuestos extraordinarios tras el sitio de Belgrado, también Personalis (1514–1525)           | [ 5 ] [ 3 ] |
| 1521–1522 | Francisco Essegvári  | 1521 (Buda)  | noble menor; elegido por la Dieta para recaudar impuestos extraordinarios tras el sitio de Belgrado                                     | [ 5 ] [ 3 ] |
| 1521–1522 | Ladislao Kanizsai    | 1521 (Buda)  | noble menor; elegido por la Dieta para recaudar impuestos extraordinarios tras el sitio de Belgrado                                     | [ 5 ] [ 3 ] |